# CC Cowboys
CC Cowboys est un groupe norvégien de rock.

## Histoire
Le nom du groupe provient de la chanson C.C. Cowboys du groupe suédois Imperiet. Le leader du groupe est Magnus Grønneberg, avec sa voix intense et ses paroles fines. Leur premier album sort en 1990 et s'intitule Blodsbrødre, avec des succès comme Vill, vakker og våt et Harry. Pour leur premier album, les CC Cowboys ont été nommés Révélation de l'année aux Spellemannprisen 1990. Tout au long des années 1990, le groupe sort plusieurs autres albums, dont Tigergutt en 1992, qui contient le tube homonyme.
Le groupe se sépare en 1998, mais Grønneberg le relance en 2003 avec une nouvelle formation. Depuis, le groupe sort des albums tels que Lyst (2003), Morgen og kveld (2009) avec Kanskje du behøver noen, Innriss (2011) avec Bare du et en juin 2015 l'album Til det blir dag. En 2022, ils jouent un concert à Holmenkollen avec KORK, le concert est diffusé sur NRK et publié sur l'album Med KORK i Kollen.

## Discographie

### Albums studio
- 1990 : Blodsbrødre (#4 NO[3])
- 1991 : Rock'n roll ryttere (#4 NO[3])
- 1992 : Tigergutt (#7 NO[3])
- 1994 : Persille og panser (#9 NO[3])
- 1996 : Himmeltitter (#20 NO[3])
- 2003 : Lyst (#8 NO[2])
- 2006 : Evig liv (#4 NO[3])
- 2009 : Morgen og kveld (#2 NO[1])
- 2011 : Innriss (#3 NO[3])
- 2015 : Til det blir dag (#2 NO[3])
- 2018 : Perfekt normal (#19 NO[3])
- 2020 : Elsket for alltid (#6 NO[3])
- 2022 : Remontert

### Albums live
- 2007 : På Svalbard uten strøm
- 2016 : Live – Synder i sommersol
- 2022 : Med KORK i Kollen

### Compilations
- 1998 : Ekko: CC Cowboys Beste (#1 NO[3])
- 2011 : 40 beste

### Singles
- 1990 : Harry (#4 NO[3])
- 1990 : Død manns blues/I hennes sovrum
- 1991 : Barnehjemmet Johnny Johnny (#4 NO[3])
- 1993 : People In Motion (#6 NO[3])
- 1994 : Når du sover (#7 NO[3])
- 2007 : Kom igjen (#14 NO[3])
- 2009 : Kanskje du behøver noen (#13 NO[3])